# Cratichneumon ablutus
Cratichneumon ablutus là một loài tò vò trong họ Ichneumonidae.